# Pianosonate nr. 3 (Weinberg)
Mieczysław Weinberg componeerde zijn Pianosonate nr. 3 in gis mineur op de grens van januari/februari van 1946. Hij schreef het in een voor hem vruchtbare periode van componeren.
Ook in deze sonate voor piano kwam Weinberg niet geheel los van Dmitri Sjostakovitsj, zijn grote voorbeeld. Ook hier is de muziek soms klaaglijk en vrolijk tegelijk. De sonate kent de klassieke driedeling:
- Allegro tranquillo
- Adagio
- Moderato con moto

De tempo-aanduiding van deel 1 is een klein mysterie. De combinatie Allegro (vlot) en tranquillo (langzaam) komt niet vaak voor binnen de klassieke muziek. Datzelfde deel kent overigens ook nog een langzaam middenstuk in Adagio en een marsachtig coda.
De pianiste Maria Grinberg gaf de eerste uitvoering van dit werk op 5 oktober 1946 in de kleine concertzaal van het Conservatorium van Moskou. Zij lag net als componist Weinberg soms overhoop met het Sovjetregime.